# Jan Valerián

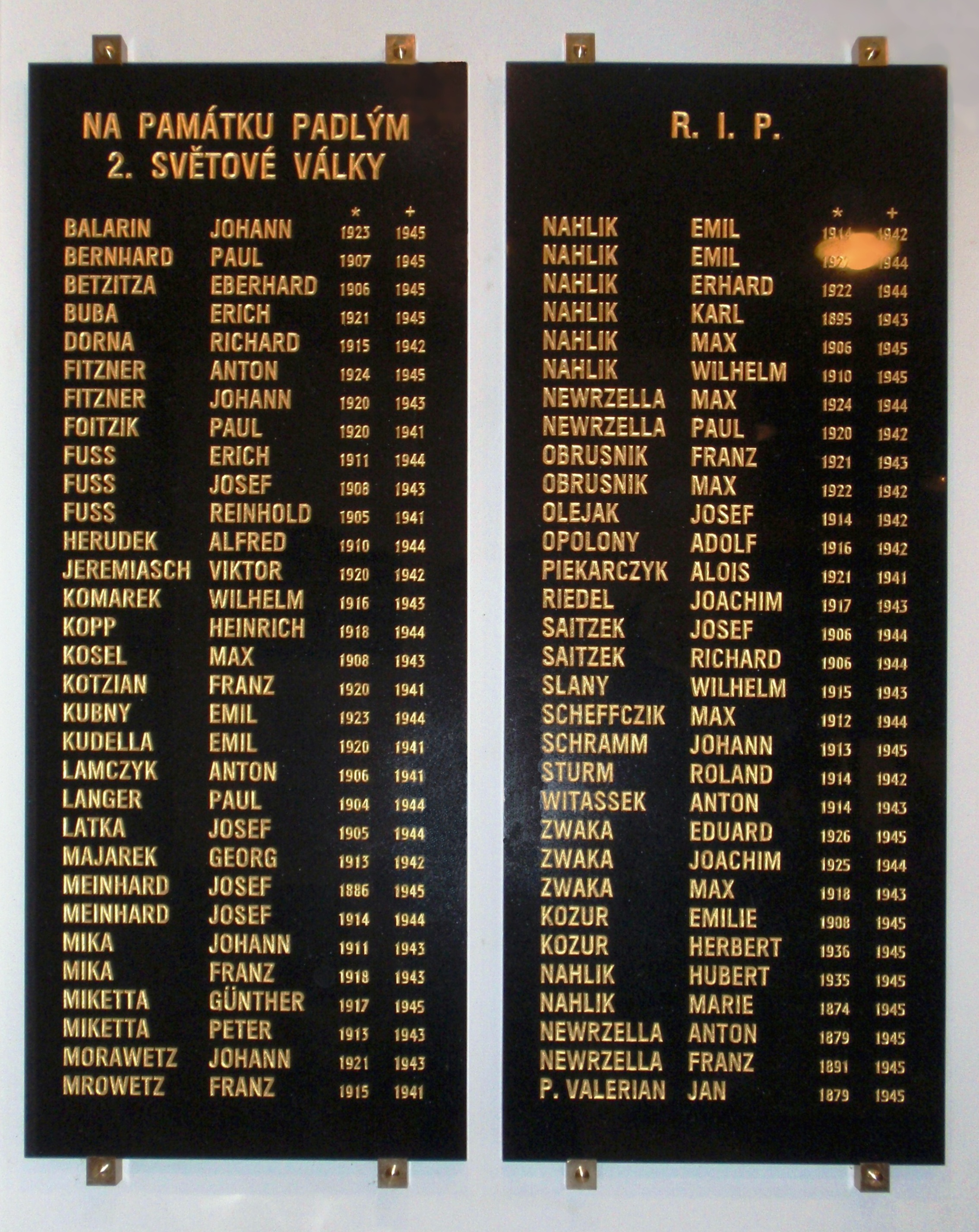
Památník obětem 2. světové války, vpravo dole P. Jan Valerián

Jan Valerián (17. května 1879 Zlámanec – 2. května 1945 Terezín) byl farář v Hrozové, Chuchelné a v Březové, mučedník nacistické totality.

## Život
Jan Valerián se narodil 17. května 1879 ve Zlámanci na Moravském Slovácku. Chlapcova zbožnost byla formována moravsko-slováckým katolickým prostředím, které v 2. polovině 19. století dostávalo velmi intenzivní impulsy, vyvěrající z miléniových cyrilometodějských slavností v letech 1863 a 1885. Jan se rozhodl pro kněžství, prošel patřičnou duchovní i intelektuální formací v kněžském semináři v Olomouci a 5. července 1902 byl vysvěcen na kněze.
Po osmiletém kaplanování byl v roce 1910 jmenován farářem v německy mluvící farnosti Hrozová (něm. Grosse) na Osoblažsku, kde působil do podzimu 1921. Za jeho působení byla postavena nová farní budova. Doba nebyla jednoduchá, v období 1914–1918 probíhala světová válka, v letech 1918–1919 se konstituoval nový státní útvar Republika československá. Mladý duchovní správce se setkával s lidským utrpením a bolestí a také s ostrým nesouhlasem s novým poválečným politickým uspořádáním.
V roce 1921 byl jmenován farářem ve farnosti Chuchelná na Hlučínsku. Malá obec čítala asi 1000 obyvatel, většina se hlásila k české národnosti jako tzv. Moravci. P. Jan měl jako katolický kněz mezi místním katolickým obyvatelstvem vysoký kredit. Kromě obvyklé kněžské pastorační práce se zapojil do širšího života obce. Byl členem školské rady, vzdělavatelem místní orelské jednoty a angažoval se v dalších společenských, ale i politických organizacích. Prožil zde sedmnáct let svého života.
Po odstoupení pohraničí v důsledku mnichovské dohody v říjnu 1938 se sice nejprve zdálo, že se P. Jan novým poměrům přizpůsobí a zůstane duchovním správcem v Chuchelné, nakonec ale bylo rozhodnuto jinak.
V červnu 1939 byl jmenován farářem ve farnosti Březová u Vítkova. Farnost na moravsko-slezském pomezí zahrnovala celkem sedm obcí a byla většinově česká. Pastorační práce bylo vzhledem k rozloze a členitosti farnosti a také počtu obyvatel více než v předcházejícím působišti. Pro kněze české národnosti nebylo působení v česko-německém prostředí jednoduchou záležitostí, neboť veškerý společenský i náboženský život byl tehdy kontrolován německou tajnou policií a jakékoliv projevy neloajality vůči Německé říši byly přísně postihovány. P. Jan využíval svých pastoračních zkušeností z míst svého dřívějšího působení a zdálo se, že v této farnosti prožije celou dobu války.
Avšak 2. ledna 1945 byl na základě udání zatčen gestapem, obviněn z poslechu zahraničního rozhlasu a z poškozování válečného hospodářství, a uvězněn. Více než tři týdny byl zadržován v opavské věznici a 26. ledna 1945 byl deportován do policejní věznice v Terezíně – Malé pevnosti. Stal se číslem 884. Dne 2. května 1945 hde byl při nočním nástupu vězeňským dozorcem ubit pažbou pistole k smrti. Jeho tělesné ostatky byly uloženy do některého z bezejmenných hrobů Národního hřbitova v Terezíně.